# Nugget Nell
Nugget Nell er en amerikansk stumfilm fra 1919 af Elmer Clifton.

## Medvirkende
- Dorothy Gish som Nugget Nell
- David Butler som Jim
- Raymond Cannon
- Regina Sarle
- Jim Farley